# Stiptopodius patrizii
Stiptopodius patrizii là một loài bọ cánh cứng trong họ Bọ hung (Scarabaeidae).